# Борразополис

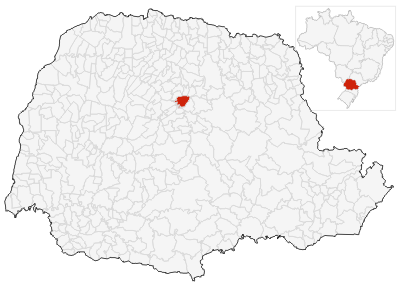
Борразополис на карте штата Парана (Бразилия)

Борразополис (порт. Borrazópolis) — муниципалитет в Бразилии, входит в штат Парана. Составная часть мезорегиона Северо-центральная часть штата Парана. Входит в экономико-статистический микрорегион Фашинал. Население составляет 7954 человека на 2006 год. Занимает площадь 334,377 км². Плотность населения — 23,8 чел./км².

## История
Город основан 14 декабря 1952 года.

## Статистика
- Валовой внутренний продукт на 2003 год составляет 62 882 025,00 реалов (данные: Бразильский институт географии и статистики).
- Валовой внутренний продукт на душу населения на 2003 год составляет 7277,17 реалов (данные: Бразильский институт географии и статистики).
- Индекс развития человеческого потенциала на 2000 год составляет 0,727 (данные: Программа развития ООН).

## География
Климат местности: субтропический. В соответствии с классификацией Кёппена, климат относится к категории Cfa.